# Giovanni Paolo Colonna
Pour les articles homonymes, voir Colonna et Colonne.
Giovanni Paolo Colonna (Bologne, 16 juin 1637 – 28 novembre 1695) est un compositeur, enseignant, organiste et facteur d'orgue italien. En plus d'être maître de chapelle et organiste de la basilique San Petronio à Bologne, il a été au service de représentants importants des cours de Ferrare, Parme, Modène et Florence. Il a été membre fondateur et ensuite président de l'Accademia Filarmonica di Bologna. L'Empereur Léopold Ier a collectionné des manuscrits de sa musique sacrée, qui reflète la cantate d'église romaine dans le style de Giacomo Carissimi et fait pressentir la manière de Georg Friedrich Haendel.

## Biographie
Colonna est né le 16 juin 1637 à Bologne (à cette époque, la seconde plus grande ville des États pontificaux après Rome). Dans une famille de quatre garçons et une sœur, il était le troisième des garçons. Il était le fils d'Antonio Colonna (c. 1600–1666), un facteur d'orgue très connu, et de Francesca Dinarelli. Le père de Colonna, surnommé Dal Corno, était le fils adoptif de Stefano Colonna, un représentant d'une nombreuse famille de facteurs d'orgue très connus qui ont travaillé dans l'Italie du centre-nord depuis le siècle précédent. Né à Salò, près de Brescia autour du début du siècle, Antonio a pu arriver à Bologne avec son père adoptif Stefano vers 1615.
Colonna a reçu une formation complète à la fois dans le métier familial de facteur d'orgue et dans celui de musicien. Il a été élève d'Agostino Filippuzzi à Bologne, et d'Antonio Maria Abbatini et Orazio Benevoli à Rome, où pendant un moment, il a tenu le poste d'organiste de Sant'Apollinare (la basilique Saint Apollinaire). Un poème qui célèbre sa musique montre qu'il commençait à être connu comme compositeur en 1659. Cette année-là il a été nommé organiste à San Petronio de Bologne, où le 1er novembre 1674, il a été installé maître de chapelle.
Entre 1680 et 1694, il a eu une correspondance régulière avec Francesco II d'Este, duc de Modène, pour qui il a écrit des oratorios et qu'il a aidé pour la construction d'orgues. Comme autres patrons importants, on trouve le marquis de Ferrare, Ranuce II Farnèse, duc de Parme, et la famille des Médicis à Florence, pour qui il a composé des cantates profanes. En 1666, il a été un des membres fondateurs de l'Accademia Filarmonica di Bologna, dont il a été président de 1672 à 1691. En 1694, il est allé à Rome pour essayer d'apaiser un débat concernant Arcangelo Corelli et son emploi des quintes parallèles, débat dans laquelle il s'était trouvé impliqué ; alors qu'il se trouvait là-bas, il a refusé l'offre du Pape Innocent XII de devenir maître de chapelle de la basilique Saint-Pierre, peut-être à cause de sa mauvaise santé. Il est mort à Bologne en 1695.
Parmi les élèves de Colonna, on compte les violoncellistes-compositeurs Giovanni Bononcini et Antonio Maria Bononcini.

## Musique
La plupart des œuvres de Colonna sont écrites pour l'église, dont des psaumes pour trois, quatre, cinq et huit voix, et diverses messes et motets. Il a également composé des opéras comme Amilcare. C'est un important compositeur d'oratorios, dont huit ont survécu et parmi eux La Profezia d'Eliseo (« La prophétie d'Élisée »).
L'empereur Léopold Ier a reçu une copie de chacune des œuvres sacrées de Colonna, et la bibliothèque nationale autrichienne possède actuellement 83 de ces morceaux. L'écriture de Colonna prend en compte l'acoustique de San Petronio, et beaucoup de ses pièces pour double chœur comprennent deux parties de continuo séparées pour être jouées sur les deux orgues de l'église.
Le style de Colonna est la plupart du temps majestueux, avec des changements de style et de goût caractéristiques de ce temps alors que la musique d'église était dans une époque de transition, et devait encore apprendre à combiner la gravité de l'ancien style avec l'éclat du nouveau.
Les cahiers pour les cordes, dans son recueil Messa, e Salmi concertati (« Messe et psaumes en style concertant »), op. 10 (éd. Bologne, 1691) présentent des parties indépendantes déroulant des séries de doubles croches dans un style proche du concerto. Certains de ses motets (par exemple, les motets pour soliste, op.2, et les motets pour deux et trois parties, op.3), sont écrits dans le style contrapuntique mélodique (linéaire) animé des cantates d'église romaines de Giacomo Carissimi, et font pressentir les cantates de chambre (les cantates profanes) de Haendel. Dans certaines de ses œuvres tardives, il a été en outre en mesure de créer des effets sophistiqués grâce à sa maîtrise de la ligne mélodique et de l'harmonie.

## Compositions

### Opéras
- Le contese di Pallade e Venere (Bologne, 29 novembre 1666)
- L'alloro trionfato (Bologne, 1672)
- Le stelle combattute dagli elementi (Ferrare, 1676)
- Pelope e Ippodamia (Bologne, 1678)
- Amilcare di Cipro (Bologne, 8 décembre 1692)

### Oratorios
- Il trionfo della fede (en collaboration avec F. Pratichista et G. B. Vitali; Bologne, 17 mars 1672; perdu)
- La morte di sant'Antonio da Padova (Bologne, 12 juin 1676; perdu)
- Il Sansone (Bologne, 1677; perdu)
- Santa Teodora (Bologne, 1678; perdu)
- Il transito di san Giuseppe (Bologne, 1678)
- Salomone amante (Bologne, 16 mars 1679)
- San Basilio (Bologne, 2 septembre 1679; perdu)
- Tre Magi (Bologne, 1682 environ; perdu)
- Giudith = Bettuglia liberata (Modène, 1684; perdu)
- Absalone (Modène, 1684)
- Il Mosè legato di Dio e liberatore del popolo ebreo (Modène, 1686)
- La profezia d'Eliseo nell'assedio di Samaria (Modène, 1686)
- La caduta di Gierusalemme sotto l'imperio di Sedecia ultimo re d'Israelle (Modène, 1688)
- Giuliano apostata (Modène, 1694; perdu)

## Source
- (en) Cet article est partiellement ou en totalité issu de l’article de Wikipédia en anglais intitulé « Giovanni Paolo Colonna » (voir la liste des auteurs).